# Torneo de Estambul 2014
El Istanbul Cup 2014 (también conocido como el BNP Paribas İstanbul Copa TEB por razones de patrocinio) es un torneo de tenis jugado en canchas duras al aire libre. Se trata de la séptima edición de la Copa de Estambul, y es parte de los torneos de la WTA Internacionales de la WTA Tour 2014. Se llevará a cabo en Estambul, Turquía, del 14 de julio hasta el 20 de julio de 2014. Esta será la primera edición del torneo desde 2010. El evento no se llevó a cabo en el período 2011-2013, porque el WTA Tour Championships se celebraron en Estambul durante esos año.

## Cabeza de serie

### Individual
| Tenista              | Ranking | Preclasificada |
| Caroline Wozniacki   | 15      | 1              |
| Roberta Vinci        | 24      | 2              |
| Klára Koukalová      | 31      | 3              |
| Elina Svitolina      | 35      | 4              |
| Magdaléna Rybáriková | 37      | 5              |
| Kurumi Nara          | 39      | 6              |
| Bojana Jovanovski    | 41      | 7              |
| Karolína Plíšková    | 48      | 8              |

### Dobles
| Tenista                               | Ranking | Preclasificada |
| Irina Buryachok Alla Kudryavtseva     | 98      | 1              |
| Karolína Plíšková Kristýna Plíšková   | 124     | 2              |
| Yuliya Beygelzimer Olga Savchuk       | 142     | 3              |
| Janette Husárová Klaudia Jans-Ignacik | 143     | 4              |

## Campeonas

### Individual Femenino
Caroline Wozniacki venció a  Roberta Vinci por 6–1, 6–1

### Dobles Femenino
Misaki Doi /  Elina Svitolina vencieron a  Oksana Kalashnikova /  Paula Kania por 6–4, 6–0